# Ethiopian Episcopal Church
Ethiopian Episcopal Church (EEC) är ett anglikanskt trossamfund i Sydafrika, med rötter i den tidigare Order of Ethiopia bildad år 1900.
Teologiskt konservativa har vid flera tillfällen lämnat EEC efter att kyrkan genomfört teologiska och liturgiska reformer;
- Reformed Ethiopian Catholic Church in South Africa (RECCSA) bildades 2016. [1]
- På 2000-talet har Umzi wase Tiyopiya - Ityalike yomdibaniso bildats och anslutit sig till Anglican Catholic Church (ACC).[2]